# بوبي باتل
بوبي باتل (بالإنجليزية: Bobby Battle)‏ هو عازف جاز أمريكي، ولد في 8 يناير 1944 في ديترويت في الولايات المتحدة.

## وصلات خارجية
- بوبي باتل على موقع ميوزك برينز (الإنجليزية)
- بوبي باتل على موقع أول ميوزيك (الإنجليزية)
- بوبي باتل على موقع ديسكوغز (الإنجليزية)